# مونته‌ماله دی کوئنو
مونته‌ماله دی کوئنو (به ایتالیایی: Montemale di Cuneo) یک کومونه در ایتالیا است که در استان کونیو واقع شده‌است. مونته‌ماله دی کوئنو ۱۱٫۶ کیلومترمربع مساحت و ۲۲۰ نفر جمعیت دارد و ۹۶۱ متر بالاتر از سطح دریا واقع شده.